# Unity (movimiento)
Unity es un movimiento cristiano creado en 1889 por el agente inmobiliario Charles Fillmore y su esposa Myrtle Fillmore en Kansas City, Estados Unidos. Sus creencias son cercanas a la corriente del Nuevo Pensamiento. Posee ministerios en Argentina, Costa Rica, México, República Dominicana y Venezuela.
Unity edita desde 1924 la revista Daily Word, conocida en español como La Palabra Diaria. 